# Rita Bosaho
Rita Gertrudis Bosaho Gori, née le 21 mai 1965 à Santa Isabel en Guinée équatoriale, est une militante et femme politique espagnole et équatoguinéenne.
Elle est élue députée au Congrès des députés d'Espagne en décembre 2015 et en juin 2016.

## Biographie

### Jeunesse
Rita Bosaho est née le 21 mai 1965 à Santa Isabel (aujourd'hui Malabo), alors sous domination espagnole, trois ans avant l'indépendance de la Guinée équatoriale. Elle possède la double nationalité espagnole et équatoguinéenne.
Dans sa jeunesse, elle est marquée par l'histoire de sa famille et de son pays de naissance. Son oncle, Enrique Gori Molubela (es), équatoguinéen, a été député aux Cortes Generales pendant la période franquiste, puis a participé à la Commission pour l'indépendance de la Guinée équatoriale. Il est assassiné en 1972.
Elle quitte la Guinée équatoriale pour l'Espagne à l'âge de quatre ans, et passe la plus grande partie de sa vie dans ce pays qu'elle considère comme le sien. Sa famille vit à Cadix et à Carthagène avant de s'établir à Alicante.

### Carrière et activités militantes
Rita Bosaho est diplômée en histoire de l'université d'Alicante, titulaire d'une maîtrise sur l'identité et l'intégration dans l'Europe contemporaine, et a préparé une thèse de doctorat sur l'impact de la colonisation européenne en Afrique.
Elle exerce pendant vingt-trois ans la profession d'infirmière à l'hôpital d'Alicante.
Elle a dû suspendre ses études et son travail pour se consacrer à son mandat politique. Activités qu'elle compte reprendre après son mandat car elle ne considère pas en politique toute sa vie.
Elle milite pour les droits des femmes et les droits humains à Alicante. Elle est membre de plusieurs organisations sociales, parmi lesquelles Proyecto Cultura y Solidaridad et l'ACSUD Las Segovias. Elle préside l'association Conviure des médiateurs sociaux et interculturels de la Communauté de Valence. Elle participe à des projets pour l'intégration des femmes immigrées et roms dans le quartier de Virgen del Remedio (es) à Alicante, pour la défense des droits des femmes à Tegucigalpa au Honduras, et pour la reconnaissance des conséquences de la colonisation européenne en Guinée équatoriale.

### Engagement politique
Rita Bosaho s'engage en politique en 2014. Elle rejoint le nouveau parti de gauche radicale Podemos, qui vise à porter au niveau politique les revendications sociales issues du mouvement des Indignés de 2011. Ses propres priorités sont les droits des femmes et des immigrés.
Aux élections au Parlement valencien de mai 2015, elle se présente avec la candidature de Podemos dirigée par Antonio Montiel, sur la liste conduite par Llum Quiñonero dans la circonscription électorale d'Alicante. Podemos obtient 11,55 % des voix et 13 sièges au Parlement valencien, un succès pour un parti très récent bien qu'il soit seulement la cinquième force politique, mais elle n'est pas élue.
En juillet 2015, elle se présente aux primaires internes de Podemos pour les élections générales de décembre 2015, sur la liste dirigée par Pablo Iglesias. Celle-ci sort victorieuse de la primaire, et Rita Bosaho est investie tête de liste de l'alliance Podemos-Compromís, qui associe Podemos et la coalition valencianiste de gauche Compromís, dans la circonscription d'Alicante.
Aux élections générales de décembre 2015, l'alliance Podemos-Compromís obtient 200 000 voix, soit 22,24 % des suffrages, et devient la deuxième force politique dans la circonscription d'Alicante. Rita Bosaho est élue, avec deux de ses co-listiers, au Congrès des députés. Elle est la première députée noire d'Espagne,.
Aux élections générales de juin 2016, elle est tête de liste de la coalition entre Compromís, Podemos et Esquerra Unida del País Valencià, nommée A la valenciana, dans la circonscription d'Alicante. La liste consolide sa deuxième place et obtient à nouveau trois sièges.
Elle n'est pas réélue aux élections générales de novembre 2019, ce qui met fin à l'existence au Parlement d'un intergroupe sur la Guinée-équatoriale, qui visait à dénoncer les abus de la dictature de Teodoro Obiang Nguema Mbasogo.
De janvier 2020 à décembre 2023, Rita Bosaho exerce les fonctions de directrice générale pour l'Égalité de traitement et la Diversité ethnique et raciale au sein du ministère de l'Égalité dirigé par Irene Montero.